# Gurgen Margarján
Gurgen Margarján (örményül: Գուրգեն Մարգարյան; Jereván, 1978. szeptember 26. – Budapest, 2004. február 19.) az örmény hadsereg hadnagya volt, akit az azeri hadsereg hadnagya, Ramil Səfərov brutálisan meggyilkolt Budapesten.

## Iskolái
Margarján a jereváni 122. sz. középiskolában érettségizett, majd az Örmény Állami Műszaki Egyetemen szerzett diplomát. Sorkatonai szolgálata után az örmény Honvédelmi Misztérium szolgálatába lépett hadnagyi rendfokozatban.

## A gyilkosság
2004. január 11-én Budapestre indult, ahol a NATO Békepartnerség programjának keretei között egy három hónapos angol nyelvtanfolyamon vett részt. Február 19-én hajnali 5 órakor az egyik tanfolyamtársa, az azeri Ramil Səfərov hadnagy alvás közben egy baltával agyonverte.
Margarján magyar szobatársa, Kuti Balázs emlékszik, hogy azon az estén, február 18-án teát ivott és korán lefeküdt, mivel lázas volt, miközben Margarján a tanulmányaival foglalkozott. Fél tíz körül Margarján átment egy örmény barátjához, Hajk Makucsjánhoz, aki egy másik szobában lakott.
Kuti nem emlékszik arra, hogy Margarján mikor tért vissza, de hajnalban valaki felgyújtotta a lámpát. Azt hitte, Gurgen az, de amikor dulakodó zajokat hallott, odanézett, és meglátta Səfərovot Margarján ágya mellett állni egy baltával a kezében:

„Akkor már megértettem, hogy valami borzasztó történt, minden csupa vér volt. Ordítani kezdtem az azerire, hogy azonnal hagyja abba. Azt mondta, hogy velem semmi baja nincs és nem fog bántani, megszúrta Gurgent még néhányszor majd elment. Az arcán olyan elégedettség volt, mint amikor valaki befejezi egy feladatát.”

A boncolási jegyzőkönyv megállapította, hogy Səfərov 16 ütést mért Margarján arcára, szinte teljesen levágta a fejét. A rendőrség egy korábbi tájékoztatójában az is szerepelt, hogy az örményt többször mellkason szúrták. Miután végzett Margarjánnal, Səfərov elindult, hogy a másik örmény hallgatót, Makucsjánt is megölje, de az ő ajtaját zárva találta. Ez idő alatt Margarján magyar szobatársa kirohant a szobából és hívta a rendőrséget, akik hamarosan meg is érkeztek és elfogták Səfərovot. Kihallgatása során elismerte, hogy megölte Margarjánt. Egy rendőr szerint a gyilkosságot különös, „szokatlan kegyetlenséggel” hajtották végre, és hozzátette: „a késszúrásokon kívül gyakorlatilag az áldozat fejét is levágták.”

## Tárgyalás és ítélet
A tárgyaláson Səfərov ügyvédei azt próbálták bizonyítani, hogy védencük elmeállapota labilis, poszttraumatikus stressz szindróma észlelhető nála. Azzal érveltek, hogy a Karabahi háború idején pszichológiai traumák érték, és hogy családja örmény atrocitások célpontja volt Dzsabrajil térségében. Ez azonban nem egyezett Səfərov egyik korábbi nyilatkozatával, amely szerint ő 1992 és 1996 között Bakuban és Törökországban tanult. Egy azeri orvos által elvégzett elmeszakértő vizsgálat szerint a vádlott "nem teljesen egészséges". Egy másik orvosi szakvélemény szerint azonban Səfərov a gyilkosság elkövetésekor teljesen beszámítható volt, és a bíró végül ezt a szakvéleményt fogadta el. Egy azeri orvos, Səfərovval folytatott beszélgetései alapján elmondta, hogy az váltotta ki belőle ezt a reakciót, hogy Margarján megalázta (egyes verziók szerint levizelte) Azerbajdzsán zászlaját a NATO tanfolyam résztvevői szeme láttára. A védelemnek azonban nem volt tanúja aki megalapozta volna ezt a kijelentést.
2006. április 16-án a bíróság Səfərovot életfogytig tartó börtönbüntetésre ítélte, szabadulási kérelmet leghamarabb 2036-ban terjeszthet elő. Vaskuti András bíró indoklásában kiemelte a bűncselekmény elkövetésének előre megfontolt szándékát, a különös kegyetlenséget, valamint azt, hogy Səfərov egyáltalán nem mutatott megbánást a gyilkosság miatt. 2007. február 22-én a fellebbviteli bíróság helybenhagyta az elsőfokú ítéletet.

## A gyilkosának kiadása
2012 augusztusának végén azonban Magyarország kormánya úgy döntött, hogy Səfərovot kiadja Azerbajdzsánnak, hogy büntetése hátralevő részét ott töltse le. Bár a kormány – saját állítása szerint – biztosítékot kapott az azeri kormánytól, hogy a kiszabott büntetés végrehajtását folytatni fogják Bakuban, İlham Əliyev elnök Səfərov megérkezése pillanatában kegyelemben részesítette a foglyot, és azonnali szabadlábra helyezését rendelte el. Səfərovot azóta őrnaggyá léptették elő és a kormány még egy öröklakást is biztosított részére. A magyar kormány döntésének hátterében minden bizonnyal ténylegesen egy százmilliárdos nagyságrendű korrupciós eset játszhatott szerepet.

## Reakciók

### Örményország
Örményország Külügyminisztériuma megdöbbenésének adott hangot, és hevesen elítélte a bűncselekményt. Kijelentette: „...elvárjuk a nemzetközi szervezetektől, hogy az elkövetett bűncselekmény súlyát gondosan mérlegeljék és reagáljanak. Ugyanakkor felhívjuk a magyar szerveket, hogy a jogszabályok adta lehetőségen belül a legsúlyosabb büntetést szabják ki az elkövetőre. Az örmény Külügyminisztérium együttérzését fejezte ki Gurgen Margarján családjának és katonatársainak.”
2012. augusztus 31-én Szerzs Szargszján bejelentette, hogy Örményország felfüggeszti diplomáciai kapcsolatait Magyarországgal, és egyben minden hivatalos kapcsolatot megszakít.

### Azerbajdzsán
Azerbajdzsáni tisztviselők nyilvánosan elítélték, ám magánbeszélgetésekben dicsérték Səfərov tettét. Zardusht Alizade azeri politológus szerint Səfərov nemzeti hős lenne, ha tettét nem ismernék el köztörvényes bűncselekménynek, amelyért büntetést érdemel. Elmira Suleymanova, Azerbajdzsán emberi jogi ombudsmanja azt nyilatkozta, hogy Səfərov büntetése túl szigorú és hogy „Səfərov az azeri ifjúság hazafias példaképévé kell, hogy váljon.” Fuad Agayev prominens azeri jogász azt mondta, hogy az azeriknek „...sürgősen abba kell hagyniuk kampányukat Səfərov nemzeti hőssé nyilvánítása mellett. Ő egyáltalán nem hős.”

## Temetése
Margarján holttestét hazaszállították Örményországba és a Jerablur katonai temetőben helyezték végső nyugalomra.